# Daphoenositta miranda
La sittella nera (Daphoenositta miranda de Vis, 1897) è un uccello passeriforme della famiglia Neosittidae.

## Etimologia
Il nome scientifico della specie, miranda, deriva dal latino e significa "ammirevole", in riferimento alla livrea: il nome comune è anch'esso un riferimento alla livrea.

Il nome del genere di appartenenza della sittella nera, Daphoenositta ("sitta sporca di sangue" in greco), venne scelto pensando proprio al rosso facciale della livrea di questi uccelli, che un tempo erano gli unici ad occuparlo.

## Descrizione

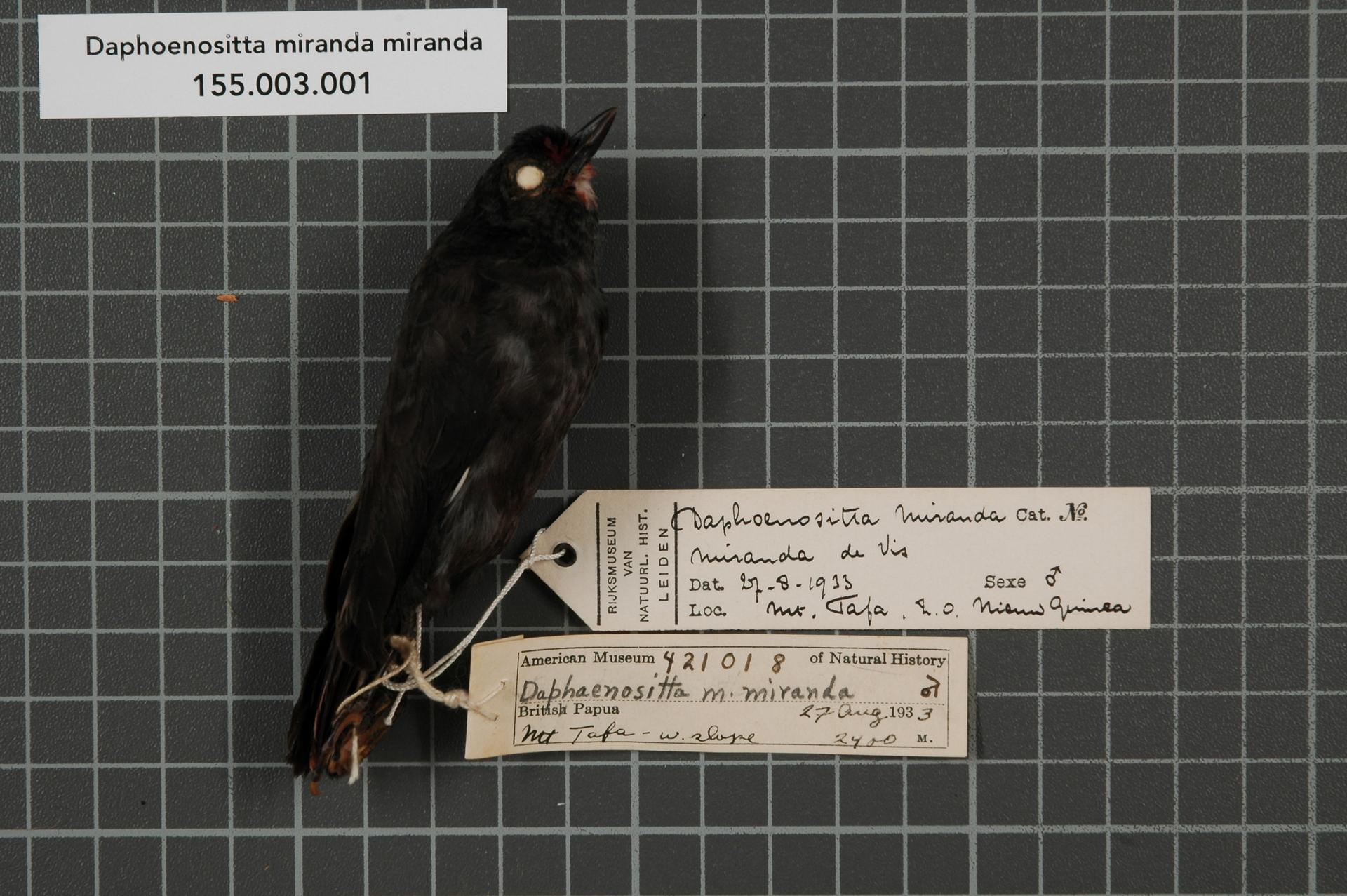
Veduta laterale di maschio impagliato.

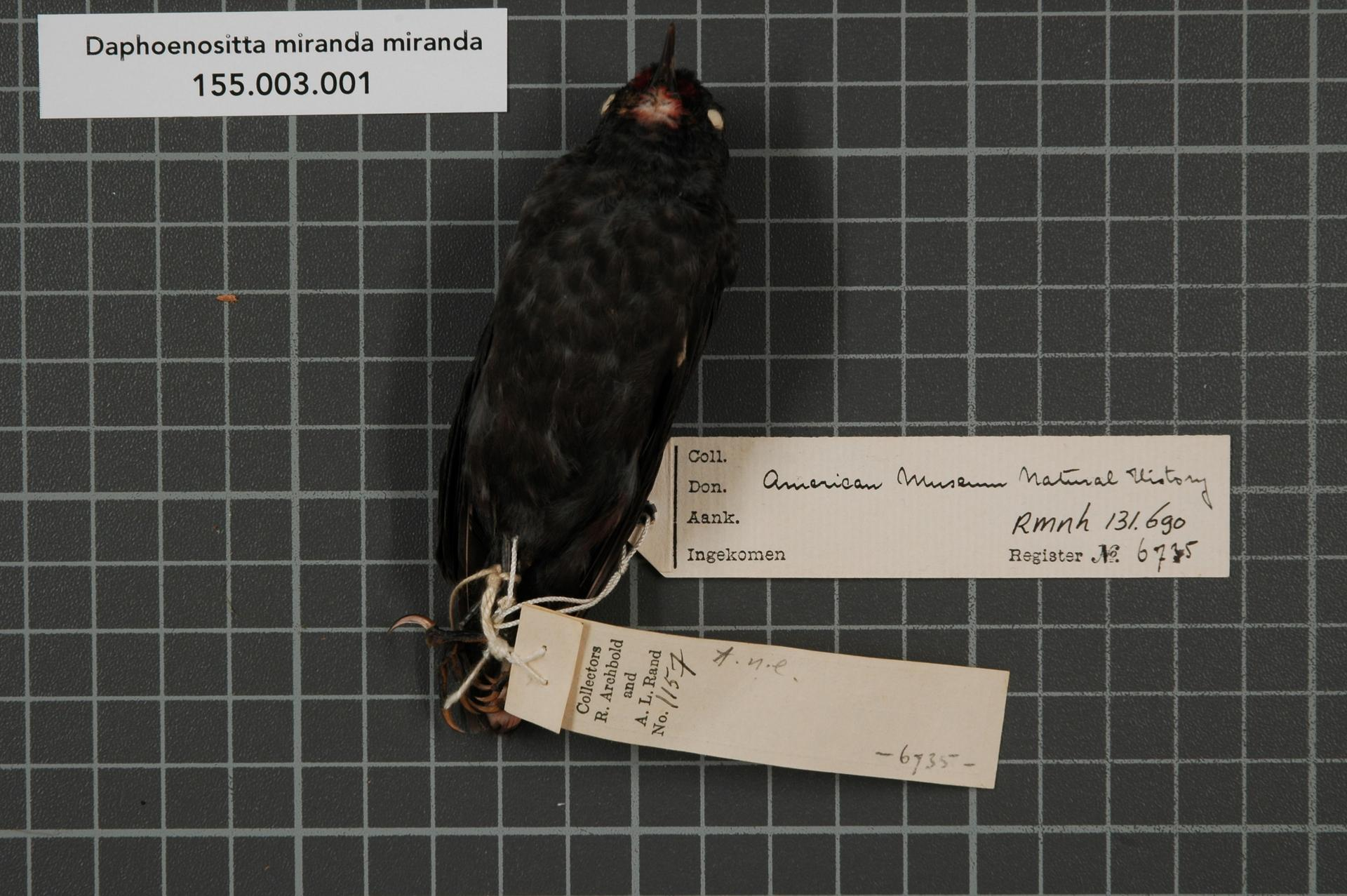
Veduta ventrale di maschio impagliato.

### Dimensioni
Misura 12 cm di lunghezza, per 12-17,8 g di peso.

### Aspetto
Si tratta di uccelletti dall'aspetto tozzo e paffuto, con grossa testa squadrata dai grandi occhi, corto collo (sicché la testa appare direttamente incassata nel tronco), becco sottile e appuntito, più corto rispetto alle altre sittelle, zampe corte ma grandi con lunghe dita e forti artigli: la coda è molto corta e squadrata: nel complesso, la sittella nera può ricordare una rondine in sovrappeso o una sorta di pettirosso dalla coda più corta del normale.
Il piumaggio, come intuibile dal nome comune, si presenta quasi interamente di colore nero, con sfumature color cannella su petto e area dorsale: il codione, il sottocoda e la coda sono più tendenti al bruno, con orlo di quest'ultima biancastro. Anche la facciata inferiore delle ali è di color bianco candido, molto ben visibile quando l'animale è in volo, mentre le remiganti presentano una banda trasversale mediana di colore grigio-nerastro, anch'essa piuttosto ben visibile solo quando l'animale spiega le ali. Le piome dell'area alla base del becco, in particolare la fronte e la bavetta, ma anche gli orli della bocca, sono di un colore che va dal rosa al rosso cupo, e che talvolta si estende sulla gola, sfumando però in quest'ultimo caso nell'arancio.
Il becco e le zampe sono di colore nero, mentre gli occhi sono gialli con cerchio perioculare glabro e di colore nerastro.

## Biologia
La sittella nera è un uccelletto dalle abitudini essenzialmente diurne e moderatamente gregarie, che durante la giornata si muove in gruppi di una decina d'individui, passando gran parte del tempo fra i rami distali più sottili dei grandi alberi della canopia, facendo poi ritorno sul far della sera in posatoi comuni dove passare la notte al riparo.

## Alimentazione
Si tratta di uccelli perlopiù insettivori, che si nutrono in massima parte di insetti e delle loro larve di maggiori dimensioni (oltre i 3 cm di lunghezza).

### Riproduzione
Sono stati trovati esemplari in fase riproduttiva (gonadi ingrossate) in maggio-agosto, tuttavia la riproduzione di questi uccelli non è ancora mai stata osservata: si ha motivo però di ritenere che essa non differisca significativamente, per modalità e tempistica, da quella delle altre sittelle.

## Distribuzione e habitat
La sittella nera è endemica della Nuova Guinea, della quale occupa la porzione centrale e sud-orientale della Cordigliera Centrale.
L'habitat di questi uccelli è rappresentato dalla foresta nebulosa, anche non eccessivamente fitta (purché con ampia presenza di epifite) fra i 2450 ed i 3700 m di quota.

## Tassonomia
In passato se ne riconoscevano tre sottospecie (frontalis dei Sudirman e kuboriensis delle Terre Alte, oltre alla nominale dei monti Owen Stanley): sebbene alcuni autori continuino ad operare tale distinzione, la sittella nera viene generalmente considerata monotipica, con un'unica popolazione che varia in maniera clinale in direttrice NO-SE.